# Raffaele Corso
Raffaele Corso (Nicotera, 8 de fevereiro de 1885 – Nápoles, 29 de julho de 1965) foi um folclorista e etnógrafo italiano.

## Biografia
Raffaele Corso nasceu em Nicotera em 8 de fevereiro de 1885, filho de Diego, médico amadoramente interessado em arqueologia, e Teresa Stilo. Enquanto estudava direito na Universidade de Nápoles, entrou em contato com Benedetto Croce e Giuseppe Pitré. Graduou-se em jurisprudência em 1906, com Proverbi giuridici italiani, tese sobre provérbios jurídicos italianos institucionalizados, mas de origem popular.
Passou a estudar formas primitivas de casamento, publicando seus resultados em Gli sponsali popolari (1908), Per lo studio dei riti nuziali (1911), apresentado em congresso nacional do cinquentenário da unificação italiana, e Patti d'amore e pegni di promesse (1924). Buscou sem sucesso fundar a revista Le tradizioni popolari italiane com Gabriele d'Annunzio, mas em 1925 efetivamente fundou Il Folklore italiano, interrompida em 1941 e retomada de 1946 a 1955 com o titulo de Folklore, sobre o folclore regional italiano.
De 1914 a 1921, ensinou etnografia na Universidade de Roma. De 1921 a 1922, foi diretor do Museu Etnográfico de Roma, e de 1922 até o limite de sua idade foi catedrático do Instituto Oriental de Nápoles. Envolveu-se em diversas polêmicas, como com Antonio Gramsci, que criticou duramente nos Cadernos do Cárcere o que via como uma definição simplista do folclore em Corso, ignorando suas contradições. Outra intensa polêmica se deu com Evgeni Kagarov, da Universidade de Leningrado, que dizia que Corso exaltava por viés fascista a romanidade, a raça e a etnia. Corso respondeu a Kagarov em Critiche sovietiche allo studio dell'emografia nell'Italia fascista (1938).
Participou dos dois primeiros volumes de Razze e popoli della terra (1941), obra dirigida por Renato Biasutti.
Faleceu em Nápoles em 29 de julho de 1965, aos 80 anos de idade.